# بدلة عينية

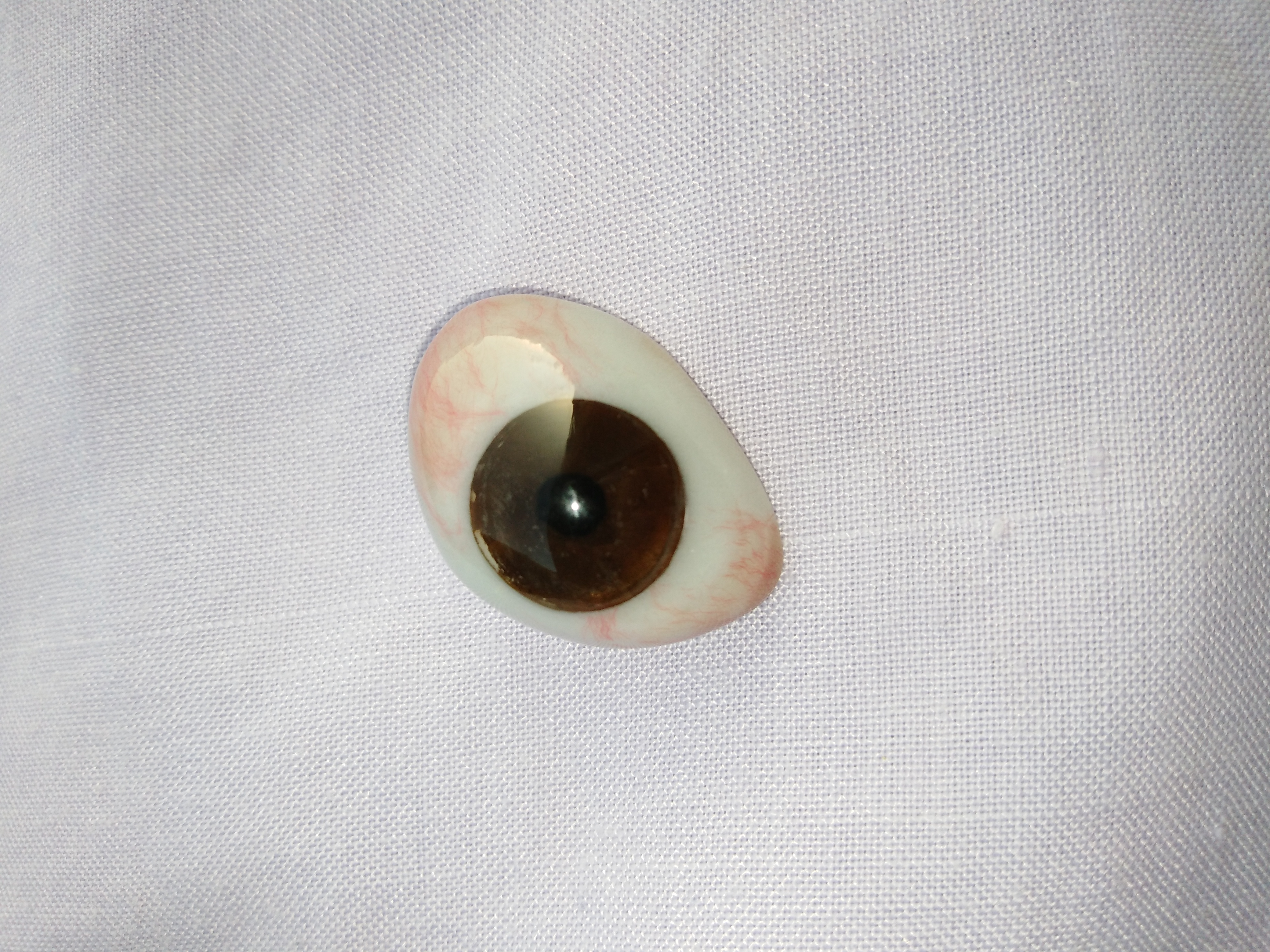
عين بشرية اصطناعية بنية اللون.

البدلة العينية أو العين الاصطناعية هي نوع البدلات القحفية الوجهية التي تستبدل العين الطبيعية المفقودة. تُركب البدلة على زرعة محجرية مزروعة تحت الجفون. عادة ما يطلق على البدلة العينية اسم العين الزجاجية، لكنها في الحقيقة قوقعة محدبة مصنوعة غالبًا من بلاستيك الأكريليك الطبي. بعض البدلات العينية المستخدمة اليوم تكون مصنوعة من زجاج الكريوليت. أحد الأشكال البديلة للبدلات العينية يمكن أن يكون طبقة رقيقة صلبة توضع فوق العين المصابة. يُعرف صانعوا البدلات العينية باختصاصيي العيون الصناعية. لا تتيح البدلات العينية الرؤية، من يزرع بدلة لا يتمكن من الرؤية، أما الزرع الذي يتيحها لأصحابه فيُسمى البدلة النظرية.

## التاريخ
كان أول دليل معروف على استخدام البدلة العينية هو وجود امرأة عُثر عليها في شهر السختة في إيران، ويرجع تاريخها إلى 2900-2800 سنة قبل الميلاد. لتلك البدلة شكل نصف كروي وقطر يزيد قليلًا عن 2.5 سم (1 بوصة)، وهي تتكون من مادة خفيفة للغاية، ربما معجون البيتومين. سطح العين الاصطناعية مغطى بطبقة رقيقة من الذهب، محفورة بدائرة مركزية تمثل القزحية، وخطوط ذهبية منقوشة مثل أشعة الشمس. على جانبي العين توجد ثقوب صغيرة محفورة يمر من خلالها خيط ذهبي لتثبيت مقلة العين في مكانها. بما أن الأبحاث المجهرية أظهرت أن مقبس العين يحتوي بصمات واضحة للخيط الذهبي، فلا بد من أن تلك المرأة كانت ترتدي البدلة خلال حياتها. إضافة إلى ذلك، يشير نص عبري قديم إلى امرأة ارتدت عينًا اصطناعية مصنوعة من الذهب. ومن المعروف أن الكهنة الرومان والمصريين صنعوا عيونًا اصطناعية في أوائل القرن الخامس قبل الميلاد من طين مطلي معلّقٍ بقماش ويُلبس خارج المحجر.
كانت أول عيون اصطناعية تُزرع في المحجر مصنوعة من الذهب ذي المينا الملونة، ثم تطورت لاحقًا إلى استخدام الزجاج (من هنا أتت تسمية «العين الزجاجية») في جمهورية البندقية نهاية القرن السادس عشر. كانت تلك المواد خامًا وغير مريحة وهشة وبقيت طريقة صناعتها سرية حتى نهاية القرن الثامن عشر، عندما أصبحت باريس مركز صناعة العيون الاصطناعية. لم يستمر هذا الوضع طويلًا، فمع التطور الذي بدأ في ألمانيا، أصبحت الأخيرة تعتبر مركز صناعة العيون الصناعية لامتلاكها تقنيات متفوقة في نفخ الزجاج. بعد فترة وجيزة من إدخال فن صناعة الزجاج إلى الولايات المتحدة، توقفت الواردات الألمانية إليها بسبب اندلاع الحرب العالمية الثانية. نتيجة لذلك، صنعت الولايات المتحدة عيونًا اصطناعية لكنها كانت من بلاستيك الأكريليك.
توسعت صناعة البدلات العينية الحديثة من استخدام الزجاج إلى استخدام أنواع مختلفة من المواد. في الولايات المتحدة، تُصنع تصنيع معظم البدلات العينية باستخدام ميتاكريليت البولي ميثيل، أو الأكريليك. في بعض البلدان وخاصة في ألمانيا، ما تزال البدلات العينية تصنع غالبًا من الزجاج.

### حدود الواقعية
لطالما عمل جراحو العيون معًا لجعل العيون الاصطناعية تبدو أكثر واقعية. تظافرت الجهود والاستثمارات لعقود من الزمن لتحسين مظهر العيون الاصطناعية لكنها كانت تصطدم بعجز البؤبؤ فيها عن الحركة. ظهر أحد الحلول لهذه المشكلة مؤخرًا في جهاز يعتمد على شاشة إل سي دي تحاكي حجم البؤبؤ استجابةً للضوء المحيط.

## أنواع الزرعات وتركيبها الكيميائي
هناك العديد من الأنواع المختلفة من الزرعات، تصنّف إما حسب الشكل (الشكل الكروي مقابل البيضاوي)، الموحّدة مقابل حسب الطلب، مسامية مقابل غير المسامية، التركيب الكيميائي المحدد، ووجود رابط أو نقطة حركية. يمكن ببساطة تقسيم أنواع الزرع إلى مجموعتين رئيسيتين: زرعات غير مدمجة (غير مسامية) وزرعات مدمجة (مسامية).

### الزرعات غير المدمجة
على الرغم من وجود أدلة على أن الزرعات العينية كانت موجودة منذ آلاف السنين،  لم تظهر زرعات كروية حديثة غير مدمجة إلا عام 1976 تقريبًا. لا تحتوي الزرعات غير المدمجة على جهاز فريد لتركّب على العضلات ولا تسمح بنمو الأنسجة العضوية في المادة غير العضوية. ليس لهذه الزرعات صلة مباشرة بالبدلات العينية. عادة ما تُغطى هذه الزرعات بمادة تسمح بتثبيت عضلات العين ما يُحسن حركة الزرعة، لكنه لا يسمح بالاقتران الميكانيكي المباشر بين الزرعة والعين الاصطناعية. تشمل الزرعات غير المدمجة كرات من  الأكريليك والزجاج والسيليكون.

#### الأكريليك
البوليميثيل ميثاكريلات (بّي إم إم إيه) هو عبارة عن مادة لدنة بالحرارة وشفافة متاحة للاستخدام من أجل تصنيع العين الصناعية، تُستبدل العدسات داخل العين عندما تُزال العدسة الأصلية أثناء عملية إعتام عدسة العين كما استخدمت تاريخياً كعدسات لاصقة صلبة.
للبّي إم إم إيه درجة جيدة من التقبل الحيوي مع أنسجة الجسم بشكل أكبر بكثير من الزجاج على الرغم من استخدام مواد مختلفة من أجل صنع الغرسات غير المندمجة في الماضي، إلا أن البولي ميثيل ميثاكريلات ما زال أحد الاختيارات الأساسية للزراعة.

### الزرعات المدمجة
تسمح الطبيعة المسامية للزرع المتكامل بتنامي الأنسجة الليفية الوعائية طوال عملية الزرع وبالتالي يمكن إدخال الأوتاد فيها. بما أن الاقتران الميكانيكي المباشر يحسن من حركة العين الاصطناعية، فقد بذلت الجهود والمحاولات لتطوير ما يسمى «بالزرعة المتكاملة» التي ترتبط مباشرة بالعين الاصطناعية. تاريخيًا، لم تنجح عمليات الزرع التي ترتبط مباشرة بالبدلات العينية بسبب الالتهابات المزمنة أو العدوى التي تسببها مادة الزرع غير المسامية المكشوفة. أدى هذا الواقع إلى تطوير عمليات زرع شبه مدمجة ذات سطح أمامي مصمم بشكل خاص والتي يُزعم أنها تنقل حركة الزرع بشكل أفضل إلى العين. كان الاعتقاد السائد عام 1985 أن المشكلات المرتبطة بالزرعات المدمجة قد حُلّت إلى حد كبير عبر إدخال زرعات كروية مصنوعة من هيدروكسيباتيت الكالسيوم المسامي. تسمح هذه المادة بنمو الأنسجة الليفية الوعائية خلال عدة أشهر. تُصنع الزرعات المسامية حاليًا من مجموعة متنوعة من المواد بما في ذلك الهيدروكسيباتيت الطبيعي والاصطناعي وأكسيد الألومنيوم والبولي إيثيلين.
يمكن للجراح تغيير محيط الزرعات المسامية قبل زرعها أو أثناء الجراحة على الرغم من صعوبة ذلك بعض الأحيان.

#### الهيدروكسي أباتيت (إتش أي)
تصنع غرسات الهيدروكسي أباتيت الكروية بمجموعة متنوعة من الأحجام والمواد المختلفة (المرجانية والصناعية والصينية).
اكتسبت غرسات الهيدروكسي أباتيت شعبية واسعة منذ ظهورها عام 1989 خصوصاً بعد حصولها على موافقة إدارة الغذاء والدواء إذ كانت في فترة من الفترات الغرسة الأوسع انتشاراً واستخداماً في الولايات المتحدة. تسمح الطبيعة سهلة الاختراق لهذه المادة بتطور ونشوء النسج الليفية ضمن مادة الزرعة وتسمح بإدخال جهاز اقتران (بي إي جي) مع تقليل خطورة حدوث الالتهابات أو العدوى التي كانت شائعة مع الأنواع السابقة من الغرسات المندمجة المكشوفة.

#### البولي إيثيلين المسامي
تصنع طعوم (زرعات) البولي إيثيلين عالية الكثافة مكروية المسام من البولي إيثيلين الخطي عالي الكثافة. سمح تطور كيمياء البوليمرات بالحصول على مواد جديدة متوافقة حيويًا، ومنها مادة البولي إيثيلين المسامي التي بدأ استخدامها في مجال الطعوم الحجاجية منذ عام 1989 وفق أقل تقدير. تتوفر طعوم البولي إيثيلين المسامي بالعشرات من الأشكال الكروية الجاهزة وغير الكروية بأحجام مختلفة أو هياكل بسيطة قابلة للتعديل الفردي أثناء العملية. يتكون البولي إيثيلين من مادة صلبة تحتفظ بمرونة تسمح لنا بخياطة الطعم إلى العضلات مباشرةً بدون لف أو أي خطوات إضافية أخرى. بالإضافة إلى ذلك، يقلل السطح الأملس من الحك والتخريش المشاهد عند استخدام مواد أخرى لأغراض مماثلة. يكون البولي إيثيلين قابل للتوعية الدموية، وهذا يسمح بوضع دعامة متحركة من التيتانيوم تربط الطعم بالبدلة بنفس الطريقة التي تستخدم بها الدعامة في طعوم الهيدروكسي أباتيت.
أبدى استخدام البولي إيثيلين المسامي نتائج جيدة، ليصبح النوع الأكثر استخدامًا في الولايات المتحدة في عام 2004. يفي البولي إيثيلين المسامي بالعديد من المعايير المطلوبة لنجاح عملية الطعم؛ كانخفاض احتمال هجرته وسماحه بترميم الخلل تشريحيًا، بالإضافة إلى كونه مجدي اقتصاديًا ومتوفر وقابل للتعديل. لا تحتاج غرسات البولي إيثيلين المسامي للتغطية، وهذا يجنبنا بعض المشاكل المرتبطة بطعوم الهيدروكسي أباتيت.

#### الخزف الحيوي
تصنع بدلات الخزف الحيوي من أكسيد الألومنيوم الذي استخدم لأكثر من 35 عام في مجال تقويم العظام وطب الأسنان ضمن مجموعة متنوعة من العلاجات التعويضية. تتميز بدلات الخزف الحيوية بالمتانة والثبات والخمول الكيميائي وبانخفاض الاحتكاك. تصنع طعوم أكسيد الألومنيوم على هيئة أشكال كروية وغير كروية (بيضوية) بأحجام مختلفة. حصلت بدلات الخزف الحيوي العينية على موافقة إدارة الغذاء والدواء الأمريكية في أبريل عام 2000، وعلى موافقة هيئة الصحة والرعاية الكندية في فبراير عام 2001.
أثبتت دراسات زراعة الخلايا سابقًا أن التوافق الحيوي لبدلات أكسيد الألومنيوم أكبر من بدلات هيدروكسي الأباتيت، واقترحت استخدامه كمادة مرجعية لدراسات التوافق الحيوي للمنتجات الجديدة. بلغ معدل التعرض المرتبط بطعوم الخزف الحيوي 2%؛ وهو أقل من معظم التقارير الموجودة حول بدلات هيدروكسي الأباتيت أو طعوم البولي إيثيلين المسامي التي تراوحت بين 0%- 50%.

#### طعوم الربط (دعامات التحريك)
تتضمن العمليات التي تستخدم طعوم هيدروكسي الأباتيت إدخال دعامة أو مسمار خارجي مستدير الرأس ضمن الطعم. يعدل الطعم عادةً عبر تشكيل مفصل حقي كروي يستوعب الدعامة. يجرى ذلك بعد اكتمال النمو الليفي الوعائي عبر حفر ثقب صغير في السطح الأمامي للطعم. توضع دعامة ذات قمة مستديرة مناسبة لحفرة مقابلة في السطح الخلفي للعين الاصطناعية، وذلك بعد نمو ظهارة الملتحمة على سطح الثقب. بهذه الطريقة، تنقل الدعامة حركة الطعم مباشرةً إلى العين الاصطناعية. ومع ذلك، لا تستخدم الدعامة إلا لدى عدد قليل من المرضى. يعزى ذلك جزئيًا إلى مشاكل مرتبطة بوضعها، بينما تعزى الأسباب الأخرى إلى قدرة طعوم هيدروكسي الأباتيت الخارقة على الحركة بدون دعامات التحريك. تكون طعوم البولي إيثيلين قابلة للتوعية أيضًا؛ وهذا يسمح بوضع دعامة من التيتانيوم تربط الطعم بالبدلة العينية بنفس الطريقة المذكورة سابقًا.

## حركة الزرعة
تعتبر حركة الزرعة والبدلة من الجوانب المهمة في المظهر التجميلي العام بعد عملية الاستئصال وهي ضرورية لتحقيق الهدف المثالي، المتمثل في تكوين عين نابضة بالحياة تشبه العين العادية إلى حد كبير. هناك العديد من النظريات المتعلقة بتحسين حركة العين، منها استخدام مادة اصطناعية مدمجة أو ربط الزرع أو تغطيته، أو خياطة عضلات العين مباشرةً في الزرع الاصطناعي. تحدد كفاءة نقل الحركة من الزرع إلى البدلة العينية درجة حركية البدلات. تنتقل الحركة من زرعات كروية تقليدية غير مسامية عبر توتر السطح عند الواجهة الملتحمة إلى البدلة العينية. تتميز عمليات الزرع شبه المدمجة بأسطح غير منتظمة الشكل تخلق آلية اقتران غير مباشرة بين الزرعة والبدلة ما يضفي مزيدًا من الحركة على البدلات. من المتوقع أن يؤدي الدمج المباشر للزرعات بالبدلات العينية من خلال آلية اقتران خارجية إلى تحسين الحركة أكثر.
على الرغم من أن المنطق يقول إن زرعات الهيدروكسيباتيت بدون ربط حركي ستؤدي إلى حركة محسنة للعين الاصطناعية، فإنه عند استخدام تقنيات جراحية مماثلة، تستخدم زرعات مسامية من الهيدروكسيأباتيت وزرعات كروية من الأكريليك ما يعطي حركية للعين لا تختلف كثيرًا عن بقية الزرعات. يشير هذا الأمر إلى أن المادة المصنوعة منها الزرعة قد لا يكون لها تأثير على حركة الزرع طالما أن العضلات تعلق بها ولا تُربط.
أبرز الأشخاص الذين يعيشون مع بدلات عينية
- باز باستين – لاعب هوكي كندي (عين يمنى)
- سامي ديفيس جونيور – مغني أمريكي
- هيلين كيلر – مصلحة اجتماعية أمريكية عمياء وصماء (كلتا العينين)
- دان كرينشو – عضو كونغرس أمريكي (العين اليمنى)
- أليس وولكر – كتبة (العين اليمنى)
- بيتر فوك – ممثل أمريكي (العين اليمنى)
- نيك غريفين – زعيم الحزب الوطني البريطاني (العين اليسرى)
- هنري لي لوكاس – قاتل متسلسل (العين اليسرى)
- مختار بلمختار – إرهابي جزائري (العين اليسرى)
- بين دريفوس – كاتب (العين اليسرى)
- كار ويليت – مصارع مندي (العين اليمنى)